# Jack Griffo
 (septembre 2020).
Pour les articles homonymes, voir Griffo.
Jack Davis Griffo né le 11 décembre 1996 à Orlando, en Floride, est un acteur et chanteur américain. Il est principalement connu pour son rôle de Max dans la série Les Thunderman. Il a aussi incarné le rôle de Vance Hansum dans Adam et ses clones. Depuis 2018, il incarne Dylan, dans la série Netflix, Alexa et Katie.

## Filmographie

### Télévision
- 2011 : Tatami Academy : Benny (saison 1, épisode 7)
- 2011 : Les aventures de Bucket & Skinner : Surfer membre de l'équipe (saison 1, épisode 6)
- 2013 : Marvin Marvin : Ellis (saison 1, épisode 7)
- 2013 : Jessie : Brett Summers (saison 2, épisode 19)
- 2013 : Papa fait son show : Xander McGinley (rôle récurrent)
- 2013-2018 : Les Thunderman : Max Thunderman (rôle principal)
- 2014 : Trois fantômes chez les Hathaway : Max Thunderman (saison 2, épisode 9)
- 2014 : AwesomenessTV : Lui-même (saison 2, épisode 1)
- 2014 : Webheads : Lui-même
- 2015 : Nicky, Ricky, Dicky et Dawn (saison 2, épisodes 11-12)
- 2015 : Adam et ses clones (téléfilm Nickelodeon) : Vance Hansum
- 2015 : Sharknado 3: Oh Hell No! (téléfilm Syfy) : Billy
- 2016 : NCIS: Los Angeles : McKenna (saison 7, épisode 24)
- 2016 : Henry Danger : Max Thunderman (saison 2, épisodes 17-18, épisodes cross-over Danger & Thunder)
- 2016 : Paradise Run : Lui-même (3 épisodes)
- 2018-2019 : Alexa et Katie : Dylan (13 épisodes)
- 2019 : Bienvenue chez les Loud : Blake Bradley (saison 3, épisode 13)
- 2020 : Le 2e Amendement : Shawn Davis
- depuis 2025 :  Les Thunderman - Undercover : Max Thunderman

## Discographie

### Singles
- 2011 : Hold Me (avec Kelsey)
- 2013 : Slingshot (extrait du film Jinxed)
- 2013 : Livin' A Double Life (en duo avec Kira Kosarin pour la sitcom Les Thunderman)

## Nominations
| Année | Prix               | Catégorie                       | Travail        | Résultat   |
| ----- | ------------------ | ------------------------------- | -------------- | ---------- |
| 2014  | Kids' Choice Award | Acteur de télé préféré          | Les Thunderman | Nomination |
| 2015  | Kids' Choice Award | Acteur de télé préféré          | Les Thunderman | Nomination |
| 2016  | Kids' Choice Award | Acteur de télé masculin préféré | Les Thunderman | Nomination |
| 2017  | Kids' Choice Award | Acteur de télé masculin préféré | Les Thunderman | Nomination |